# Hoogkarspel
Hoogkarspel ist eine Ortschaft in der niederländischen Gemeinde Drechterland.

## Persönlichkeiten
- René Appel (* 1945), Schriftsteller
- Glenn van Straalen (* 2000), Rennfahrer